# Passau (distrito)
Passau é um distrito da Alemanha, na região administrativa de Niederbayern, estado de Baviera. Com uma área de 1530,04 km² e com uma população de 188.683 habitantes (2004).

## Cidades e Municípios

Cidades e municípios no Landkreis Passau

| Cidades                                                         | Amt | Municípios |
| --------------------------------------------------------------- | --- | --- |
| 1. Bad Griesbach (Rottal) 2. Hauzenberg 3. Pocking 4. Vilshofen | 1. Aidenbach 2. Rotthalmünster 3. Tittling Mercados/Markt 1. Aidenbach 2. Eging am See 3. Fürstenzell 4. Hofkirchen 5. Hutthurm 6. Obernzell 7. Ortenburg 8. Rotthalmünster 9. Tittling 10. Untergriesbach 11. Wegscheid 12. Windorf | 1. Aicha vorm Wald 2. Aldersbach 3. Bad Füssing 4. Beutelsbach 5. Breitenberg 6. Büchlberg 7. Fürstenstein 8. Haarbach 9. Kirchham 10. Kößlarn 11. Malching 12. Neuburg am Inn 13. Neuhaus am Inn 14. Neukirchen vorm Wald 15. Ruderting 16. Ruhstorf an der Rott 17. Salzweg 18. Sonnen 19. Tettenweis 20. Thyrnau 21. Tiefenbach 22. Witzmannsberg |